# Йохансен, Арне (хоккеист с мячом)
Арне Йохансен (норв. Arne Johansen; 14 апреля 1922, Кристиания — 4 ноября 1996, Осло, Норвегия) — норвежский хоккеист с мячом, нападающий. Участник зимних Олимпийских игр 1952 года.

## Биография
Арне Йохансен родился 14 апреля 1922 года в норвежском городе Кристиания (сейчас Осло).
Занимался хоккеем с мячом за Б-14 (1928—1932), «Рейдульф» (1932—1937), выступал за «Варг» (1937—1946) и «Фригг» (1946—1954). В составе «Фригга» дважды играл в финале чемпионата Норвегии (1947—1948). Считался одним из лучших хоккеистов Норвегии после Второй мировой войны.
В 1947 году дебютировал в сборной Норвегии.
В 1952 году вошёл в состав сборной Норвегии по хоккею с мячом на зимних Олимпийских игр в Осло, которая заняла 2-е место в демонстрационном турнире. Играл на позиции нападающего, забил 1 мяч в ворота сборной Финляндии.
В течение карьеры провёл за сборную Норвегии 12 матчей.
Умер 4 ноября 1996 года в Осло. Похоронен на кладбище Хёйбротен в Осло.